# Iglesia de San Martín (Rodén)
La iglesia de San Martín es una iglesia parroquial católica construida en el siglo XX en la localidad zaragozana de Rodén (España), dedicada a san Martín de Tours. La iglesia parroquial sustituye a la iglesia homónima situada en el pueblo viejo de Rodén, abandonado tras la Guerra Civil.
Cuenta con una entrada con un porche de arco de medio punto, con contrafuertes y una torre de planta cuadrada a los pies, en el lado del evangelio.